# Nils Johansson (1904)
Nils Åke Torsten Johansson (Stoccolma, 3 ottobre 1904 – Stoccolma, 8 dicembre 1936) è stato un hockeista su ghiaccio svedese.

## Palmarès

### Olimpiadi invernali
- Argento a Sankt Moritz 1928 nell'hockey su ghiaccio.